# Opération Achse

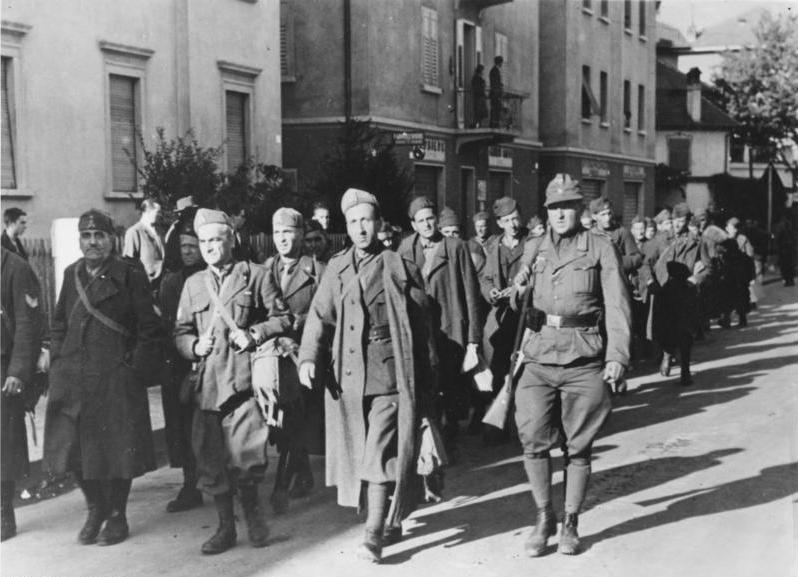
Soldats italiens désarmés à Bolzano

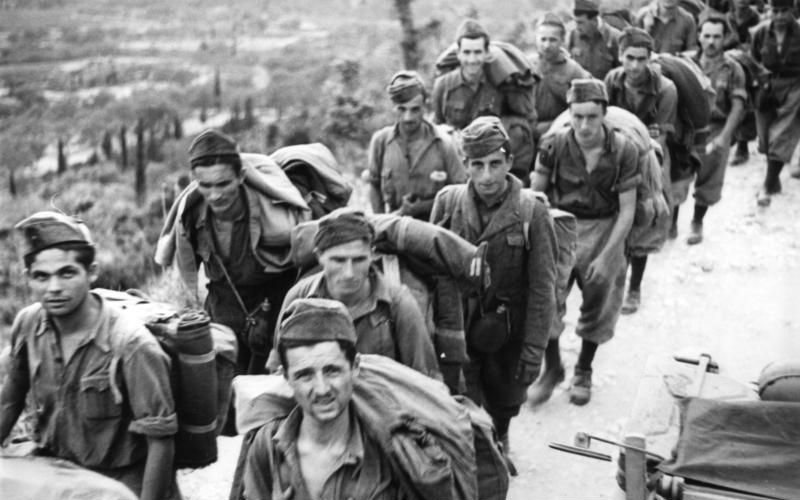
Soldats italiens prisonniers à Corfou

L’opération Achse (en allemand Fall Achse, littéralement « Cas Axe »), à l'origine appelée opération Alaric (Unternehmen Alarich ; d'après Alaric Ier), était le nom de code des plans allemands afin de désarmer les forces armées italiennes en prévision de l'armistice de Cassibile entre l'Italie et les Alliés durant la Seconde Guerre mondiale.

## Historique
En juillet 1943, malgré les protestations du gouvernement italien, plusieurs divisions allemandes étaient déjà entrées en Italie après la chute de Benito Mussolini, alors que l'Italie était encore officiellement alliée de l'Allemagne. Les effectifs allemands passant de 30 000 à 100 000 hommes en Italie.
Lorsque l'armistice de Cassibile est annoncé le 8 septembre 1943, les forces allemandes s'installent et prennent rapidement possession des zones italiennes dans les Balkans et dans le sud de la France et désarment les forces italiennes en Italie.
Dans certains cas, les troupes italiennes ont résisté aux Allemands, notamment dans l'île grecque de Céphalonie, où plus de 4 500 hommes de la division Acqui ont été exécutés après que, à court de munitions, ils se furent rendus.
Dans d'autres cas, des militaires ou des unités entières, comme la 24e division de Pinerolo en Thessalie, rejoignent les mouvements de la résistance locale.
Seulement en Sardaigne, Corse et Calabre et dans la partie sud des Pouilles, les forces italiennes ont été en mesure de résister jusqu'à l'arrivée des forces alliées.
Seulement 197 000 soldats italiens ont continué la guerre aux côtés des Allemands.
Environ 94 000 hommes, pour la plupart des fascistes, ont choisi cette option tout de suite. Le reste, environ 103 000 hommes, au cours de leur détention a choisi de soutenir la République sociale italienne pour échapper aux camps de travail allemands. Entre 600 000 et 650 000 hommes sont restés dans les camps de travail allemands, où entre 37 000 et 50 000 d'entre eux ont péri.
Des évadés ayant réussi à retourner en Italie contrôlée par les Alliés forment les premières unités de l’armée co-belligérante italienne combattant à leur côté.

## L'opération en chiffres
Selon les Allemands, les forces italiennes désarmées s'élèvent à 1 006 370.
Ventilées par région, ils ont été :
- 415 682 en Italie du Nord
- 102 340 en Italie du Sud
- 8 722 en France
- 164 986 en Yougoslavie
- 265 000 en Grèce continentale et les îles de mer Égée

Le désarmement de l'armée a permis la confiscation d'un grand nombre d'armes et de matériel militaire :
- 1 285 871 fusils
- 39 007 mitrailleuses
- 13 906 mitraillettes MAB 38
- 8 736 mortiers
- 2 754 canons de campagne
- 5 568 autres pièces d'artillerie
- 16 631 véhicules
- 977 véhicules blindés